# Delta Nila
Delta Nila (arabsko: دلتا النيل Delta n-Nīl ali preprosto الدلتا ed-Delta) je rečna delta v severnem Egiptu (Spodnji Egipt), kjer se reka Nil razveja in odteče v Sredozemsko morje. Je ena od največjih rečnih delt na svetu in sega od Aleksandrije na zahodu do Port Saida na vzhodu ter prekriva 240 km sredozemske obale. Je bogata kmetijska regija. Od severa do juga je delta dolga približno 160 km in se začne nekoliko dolvodno od Kaira.
Delta Nila je območje sveta, ki nima podrobnih podatkov o zemljiščih in nadzornih postajah. Kljub gospodarskemu pomenu velja za eno najbolj s podatki skromnih regij glede spreminjanja morske gladine. 

## Geografija
Od severa do juga je delta dolga približno 160 km. Od zahoda do vzhoda pokriva približno 240 km obale. Delto včasih delijo na odseke, pri čemer se Nil razdeli na dva glavna rokava, Damietta in Rosetta , ki tečeta v Sredozemlje v pristaniških mestih z enakim imenom. V preteklosti je imel Nil v delti več rokavov, vendar so bila zaradi kontrole poplav, zasoljevanja in spreminjanja reliefa, izgubljeni. En tak rokav brez funkcije je Vadi Tumilat.
Sueški prekop je vzhodno od delte in vstopa v obalno jezero Manzala na severovzhodu delte. Na severozahodu so tri druga obalna jezera ali lagune: jezero Burullus (zaščiten z Ramsarsko konvencijo ), jezero Idku in jezero Mariout.
Delta Nila ima obliko loka, saj je podobna trikotniku ali cvetu, ko jo gledamo od zgoraj. Nekateri znanstveniki, kot je Aristotel, so zapisali, da je bila delta zgrajena za kmetijske namene zaradi sušne pokrajine Egipta. Čeprav bi takšen inženirski podvig veljal za enakovreden čudežu antičnega sveta, ni dovolj dokazov, da bi ugotovili ali je delta umetna ali oblikovana naravno. 
V današnjem času erodirajo zunanji robovi delte, nekatere obalne lagune pa povečujejo nivo slanosti, saj se povečuje njihova povezava s Sredozemskim morjem. Ker delta ne dobiva več letne zaloge hranilnih snovi in usedlin iz gorvodnega toka reke zaradi izgradnje Asuanskega jezu, so tla poplavnih območij postala revnejša in se zato uporablja velike količine gnojil. Obdelovalna zemlja v delti je lahko globoka do 21 m.

## Zgodovina
Ljudje so živeli v Delti tisočletja, intenzivno pa najmanj zadnjih pet tisoč let. Delta je bila vsako leto poplavljena, vendar se je to končalo z izgradnjo Asuanskega jezu. 

### Antični rokavi Nila
Zapisi iz antike (npr. Plinij starejši) kažejo, da je delta imela sedem rokavov ali krakov (od vzhoda proti zahodu):
- Pelusiac,
- Tanitici (ali Saitic),
- Mendesian,
- Phatnitic (ali Phatmetic) [5],
- Sebennytic,
- Bolbitine in
- Canopic (imenovan tudi Herakleotic [6] in Agathodaemon [7])

Sedaj sta ostala samo dva rokava: Damietta (ustreza Phatnitic) na vzhodu in Rosetta (ustreza Bolbitinu)  v zahodnem delu Delta.
Kamen iz Rosette je bil najden v delti Nila leta 1799 v pristaniškem mestu Rosetta (arabsko Rashid). Delta je bila glavna sestavina Spodnjega Egipta, v njej je mnogo arheoloških najdišč. 

## Prebivalstvo
V regiji Delta živi približno 39 milijonov ljudi. V večjih mestih je gostota prebivalstva 1000 / km²  ali več. Aleksandrija je največje mesto z ocenjeno populacijo več kot 4,5 milijona. Druga velika mesta so Shubra El Kheima, Port Said, El Mahalla El Kubra, Mansura, Tanta in Zagazig. 

## Živalstvo in rastlinstvo
Jeseni so deli reke Nil rdeče z lotosovimi cvetovi. Rastlina spodnjega Nila je predvsem papirus (Cyperus papyrus) a postaja precej redek. [10]
V delti prezimuje več vrst vodnih ptic, vključno z največjimi koncentracijami malih galebov (Hydrocoloeus minutus) in beloličnih čiger (Chlidonias hybrida). Druge ptice so siva čaplja, beločeli deževnik, raca žličarica (Spatula clypeata), kormorani, bela čaplja in ibisi.
Druge živali, najdene v delti, so žabe, želve, želvice, mungi in plazilec Varanus niloticus. Nilski krokodili (Crocodylus niloticus) in veliki povodni konj, dve živali, ki sta bili razširjeni v delti v antiki, jih tam ne najdemo več. Ribe v delti sta glavati cipelj in morski listi.

## Podnebje
Delta ima vroče puščavsko podnebje (Köppen: BWh) kot preostanek Egipta, vendar so v njenem najsevernejšem delu relativno zmerne temperature, z višinami ki ne presegajo 31 ° C  poleti. V območju povprečne letine pade samo 100-200 mm padavin, večina pa v zimskih mesecih. Julija in avgusta delta doživi svoje najvišje temperature, pri najvišjem povprečju 34 ° C. Zimske temperature so običajno v območju od 9 ° C ponoči do 19 ° C podnevi.

## Governorati
- Aleksandrija
- Beheira
- Kafr el Sheikh
- Gharbiya
- Minufiya
- Qalyubiya
- Dakahlia
- Damietta
- Sharqiyah
- Port Said

Večja mesta v delti Nila so: Abusir, Aleksandrija, Avaris, Bilbeis, Bubastis, Canopus, Damanhur, Desouk, Damietta, El Mahalla El Kubra, Kafr El Sheikh, Leontopolis, Mendes, Mit Abu El Kom, Mansoura, Naucratis, Pelusium, Port Said, Rosetta, Sais, Tanis, Tanta in Zagazig.